# Stoltebüll
Stoltebüll település Németországban, Schleswig-Holstein tartományban. Lakosainak száma 664 fő (2023. december 31.). Stoltebüll Kappeln, Oersberg, Esgrus, Stangheck és Rabenholz községekkel határos.

## Népesség
A település népességének változása:
| Lakosok száma | 722  | 741  | 740  | 714  | 692  | 678  | 667  | 664  |
|               | 1975 | 2013 | 2014 | 2017 | 2019 | 2021 | 2022 | 2023 |